# Palaeotityobuthus longiaculeus
Genre
Espèce
Palaeotityobuthus longiaculeus, unique représentant du genre Palaeotityobuthus, est une espèce fossile de scorpions de la famille des Ananteridae.

## Distribution
Cette espèce a été découverte dans de l'ambre de la Baltique. Elle date du Paléogène.

## Description
Le mâle holotype mesure 25 mm.

## Systématique et taxinomie
Cette espèce a été décrite par Lourenço et Weitschat en 2000.
Ce genre a été décrit par Lourenço et Weitschat en 2000 dans les Buthidae. Il est placé dans les Ananteridae par Ythier en 2024.

## Publication originale
- Lourenço & Weitschat, 2000 : « New fossil scorpions from the Baltic amber – implications for Cenozoic biodiversity. » Mitteilungen aus dem Geologisch-Paläontologischen Institut der Universität Hamburg, vol. 84, p. 247–260.